# Rezerwat przyrody Starożyn
Rezerwat przyrody Starożyn – rezerwat przyrody położony na terenie gminy Płaska w województwie podlaskim.

## Charakterystyka
Rezerwat powołano Zarządzeniem Ministra Leśnictwa i Przemysłu Drzewnego z dnia 1 lutego 1960. Według aktu powołującego powierzchnia rezerwatu wynosiła 183,43 ha. W 1985 powierzchnia rezerwatu została powiększona do 298,43 ha. W aktach prawnych nie określono rodzaju, typu i podtypu rezerwatu. W materiałach Nadleśnictwa Płaska rodzaj rezerwatu określany jest jako rezerwat leśny, zaś typ ekosystemu – leśny i borowy. Celem ochrony w rezerwacie jest zachowanie ze względów naukowych i dydaktycznych grądu niskiego, lasu mieszanego i olsu w Puszczy Augustowskiej.
Rezerwat położony jest na terenie równinnym. Przeciętna wysokość terenu wynosi 129 m n.p.m. Na terenie rezerwatu występują niewielkie płaskie obniżenia wypełnione utworami organicznymi, będące lokalnymi zbiornikami retencyjnymi magazynującymi nadmiar wody przez dużą część okresu wegetacyjnego. Rezerwat otoczony jest lasami gospodarczymi.
Rezerwat leży na gruntach Skarbu Państwa na obszarze Nadleśnictwa Płaska w obrębie Płaska w leśnictwach Mały Borek i Jazy (oddziały 192–196, 212–216, 233–235). Prawie cały rezerwat (297,99 ha) znajduje się w zarządzie Nadleśnictwa Płaska, zaś niewielki fragment (0,44 ha) w Wojewódzkim Zarządzie Melioracji i Urządzeń Wodnych w Białymstoku.

## Flora
Szczególnie cenne fragmenty lasu położone są w centralnej części rezerwatu. Składają się na nie rzadko spotykane już w puszczy rodzime ekotypy drzew na siedliskach lasu świeżego, lasu wilgotnego, olsu i olsu jesionowego.
W północnej i środkowej części występuje leszczynowo-świerkowy las mieszany o różnowiekowym i wielowarstwowym drzewostanie, na który składa się świerk i dąb, a jako niewielka domieszka – klon, osika, brzoza i lipa. W południowej i wschodniej części rezerwatu duży obszar zajmuje wilgotny bór sosnowy trzęślicowy.
Niewielkie obszary zajmuje też grąd z drzewostanem grabowo-dębowym z domieszką klonu i bogatym runem, a także dębowo-świerkowy bór mieszany wilgotny. Na zachodnim obrzeżu rezerwatu, przy zatorfionej dolince sztucznie wykopanego rowu, występuje łęg jesionowo-olszowy.
Według danych z 2015 przeciętny wiek drzew w rezerwacie wynosił 107 lat, udział siedlisk borowych – 28%, zaś gatunków iglastych – 57,9%.
Rośliny chronione na terenie rezerwatu:
- ochrona całkowita: arnika górska, lilia złotogłów, storczyk męski, storczyk kukawka, mącznica lekarska[5]
- ochrona częściowa: orlik pospolity, pomocnik baldaszkowy, widłak goździsty, widłak spłaszczony, widłak wroniec, kukułka szerokolistna, gnieźnik leśny[9]

## Fauna
W rezerwacie spotykane są m.in. zwierzęta, takie jak: dzik euroazjatycki, lis rudy, jenot azjatycki, kuna leśna, tchórz zwyczajny, norka amerykańska.
Badania z 1985 wykazały obecność na terenie rezerwatu sześciu gatunków mrówek, żyjących w większości w gniazdach znajdujących się w ziemi lub ściółce leśnej. Najliczniej występowała hurtnica pospolita, mniej licznie wścieklica podobna i podziemnica cieniolubna, zaś najrzadziej pierwomrówka łagodna, pierwomrówka podziemna i Myrmica laevinodis.

## Ochrona i zagrożenia
Rezerwat objęty jest ochroną czynną. Nadzór nad rezerwatem sprawuje Regionalny Dyrektor Ochrony Środowiska w Białymstoku. Rezerwat leży na terenie obszaru specjalnej ochrony ptaków „Puszcza Augustowska” (PLB200002) w sieci Natura 2000. Według stanu na 2019 dla rezerwatu nie obowiązuje plan ochrony.
Rezerwat posiada uchwalone na lata 2016–2021 zadania ochronne. Jako zagrożenia dla rezerwatu są w nich wymienione: gradacje korników, tworzenie się posuszu, zagrożenie pożarowe, presja turystyczna, zaśmiecanie, spadek liczebności ptaków żerujących na ziemi (zwłaszcza głuszca), zanik bazy nasiennej właściwej dla puszczy. Jako środki zaradcze podawane są m.in.: monitoring stanu sanitarnego drzewostanu, konserwacja dróg i oznaczeń pożarowych, edukacja społeczeństwa, zbieranie śmieci, wymiana tablic informacyjnych, redukcja drapieżników polujących na ptaki gniazdujące, zbiór nasion z drzewostanów.
W drzewostanach świerkowych znaczne szkody wyrządzają pasożytnicze grzyby. Często występuje korzeniowiec sosnowy (wrośniak korzeniowy), czyreń sosnowy (wrośniak sosnowy), opieńka miodowa, a na dębie hubiak pospolity. Duże szkody powodują też szkodniki owadzie (zwłaszcza kornik drukarz) oraz wiatry powalające drzewa.
Na terenie całego rezerwatu, a zwłaszcza w części zachodniej, ma miejsce postępujący proces osuszania siedlisk wilgotnych i bagiennych, spowodowany
melioracjami przeprowadzonymi w latach 1963–1964. Zmieniony poprzez meliorację został także ciek wodny Malaszówka w północno-zachodniej części rezerwatu.